# Geneviève Laporte
Geneviève Laporte (París, 1 de maig de 1926 - Fontainebleau, 30 de març de 2012) va ser una escriptora i cineasta francesa.

## Biografia
Va explicar la seva relació amorosa amb Picasso a Si tard le soir le soleil brille. Els dibuixos que va fer d'ella mateixa (incloent-hi L'Odalisque, que es troba al Museu Picasso de París) revelen la qualitat dels seus sentiments. El mateix Picasso considerava aquests dibuixos com "cartes d'amor"; tracten del període tendre de l'artista. Geneviève Laporte va parlar sovint de Picasso i sempre amb una tendresa infinita, revelant un aspecte desconegut del pintor ple de contenció, timidesa i respecte per la dona que estima.
Els poemes de Geneviève Laporte revelen el seu amor per la natura. Va dir a Camille Aubaude, en una entrevista de ràdio del 2007, que els tres elements essencials de l'escriptura poètica són "una idea, una imatge i una música". Aquests textos van ser reconeguts pels més grans, des de Jean Cocteau fins a Paul Éluard. Alguns dels seus reculls poètics van ser il·lustrats per Picasso, Cocteau o Yves Brayer. Aquestes edicions, ja exhaurides, criden l'atenció per la seva qualitat estètica, el vincle entre els textos i les imatges fent obres de bibliòfil.

## Altres activitats
Geneviève Laporte va fer documentals sobre l'Àfrica i va filmar pel·lícules de televisió com Douchka, el primer paper important de Christophe Lambert.
Va crear una fundació per a la protecció de la natura i els animals, la Fondation Geneviève Laporte de Pierrebourg, dins de la Fondation de France amb els diners de la venda de les obres de Picasso que estaven en el seu poder.

## Més informació
Geneviève Laporte va impartir conferències a tot el món, com ara Picasso? Jo l'anomenava Pablo, va participar en pel·lícules sobre Picasso, sobre ella mateixa (Geneviève, un amor secret) i va aparèixer en programes de ràdio parlant de Picasso (com l'11 de febrer de 2009 a Europa 1).